# Morelos, Michoacán
Morelos là một đô thị thuộc bang Michoacán, México. Năm 2005, dân số của đô thị này là 8525 người.